# Carlia insularis
Carlia insularis — вид сцинкоподібних ящірок родини сцинкових (Scincidae). Ендемік Австралії. Описаний у 2017 році.

## Опис
Тіло (не враховуючи хвоста) сягає 28-51 мм завдовжки.

## Поширення і екологія
Carlia insularis мешкають на островах архіпелагу Бонапарте в регіоні Кімберлі, на крайній півночі Західної Австралії.